# Józef Słotwiński
Józef Słotwiński, właśc. Józef Maria Antoni de Leliwa-Słotwiński (ur. 2 kwietnia 1908 w Jaśle, zm. 11 września 2005 w Warszawie) – polski reżyser i krytyk teatralny, dramaturg, dziennikarz, tłumacz, pedagog, doktor filozofii. Współzałożyciel miesięcznika „Teatr”, pionier Teatru Telewizji, twórca i główny reżyser Teatru Sensacji.

## Życiorys

### Do 1945
Prawnuk Konstantego Leliwy-Słotwińskiego, dyrektora lwowskiego Ossolineum. Młodość spędził i edukację odebrał we Lwowie. Ukończył studia na lwowskim Uniwersytecie Jana Kazimierza, gdzie również doktoryzował się u Juliusza Kleinera.
Na stopień podporucznika został mianowany ze starszeństwem z 1 stycznia 1934 i 1544. lokatą w korpusie oficerów rezerwy piechoty. Zmobilizowany do walki w wojnie obronnej Polski (1939), już na jej początku trafił do niewoli niemieckiej i całą wojnę spędził w kolejnych oflagach. W Oflagu II B w Arnswalde (Choszcznie) razem z Leonem Kruczkowskim i Witoldem Korzeniowskim założył Teatr Symbolów, w którym pełnił funkcję kierownika literackiego i głównego reżysera. Następnie przebywał w oflagach II D w Gross Born (Bornem Sulinowie) i IX C w Rotenburgu, gdzie z jego inicjatywy powstały teatr i szkoła.

### Lata powojenne
Po wojnie wrócił do Polski i w 1946 z poręki Leona Kruczkowskiego rozpoczął pracę w ówczesnym Ministerstwie Kultury i Sztuki jako starszy radca. Z ministerstwa oddelegowano jeszcze w tym samym roku z zadaniem zorganizowania w Warszawie pracy redakcji miesięcznika „Teatr”, w którym został sekretarzem redakcji, a następnie zastępcą redaktora naczelnego. Pracę redakcyjną dzielił z wykładaniem w Szkole Teatralnej kierowanej przez Aleksandra Zelwerowicza i na Wydziale Dziennikarstwa Uniwersytetu Warszawskiego, pisaniem recenzji dla Polskiego Radia.
Z redakcji „Teatru” przeniósł się do praskiego Teatru Powszechnego, gdzie za dyrektorowania Karola Borowskiego był kierownikiem literackim (1947–1952). Aktywnie uczestniczył w realizacji spektakli i w 1953 samodzielnie wyreżyserował sztukę Ruchome piaski Piotra Choynowskiego.
Na początek lat 50. datują się również pierwsze próby dramatyczne Słotwińskiego. W duecie ze Zdzisławem Skowrońskim napisał kilka sztuk, m.in. Dwa tygodnie w Raju, Przyjmujemy od 8.30. Z tytułów sygnowanych przez tę parę autorską największą popularność zdobyła komedia Imieniny pana dyrektora, grana chętnie przez polskie teatry (14 realizacji w ciągu 2 lat od premiery 14 marca 1953 w Powszechnym), tłumaczona i wystawiana za granicą (m.in. w Pradze).
W 1962 był dyrektorem Teatru Syrena w Warszawie.

### Teatr Telewizji

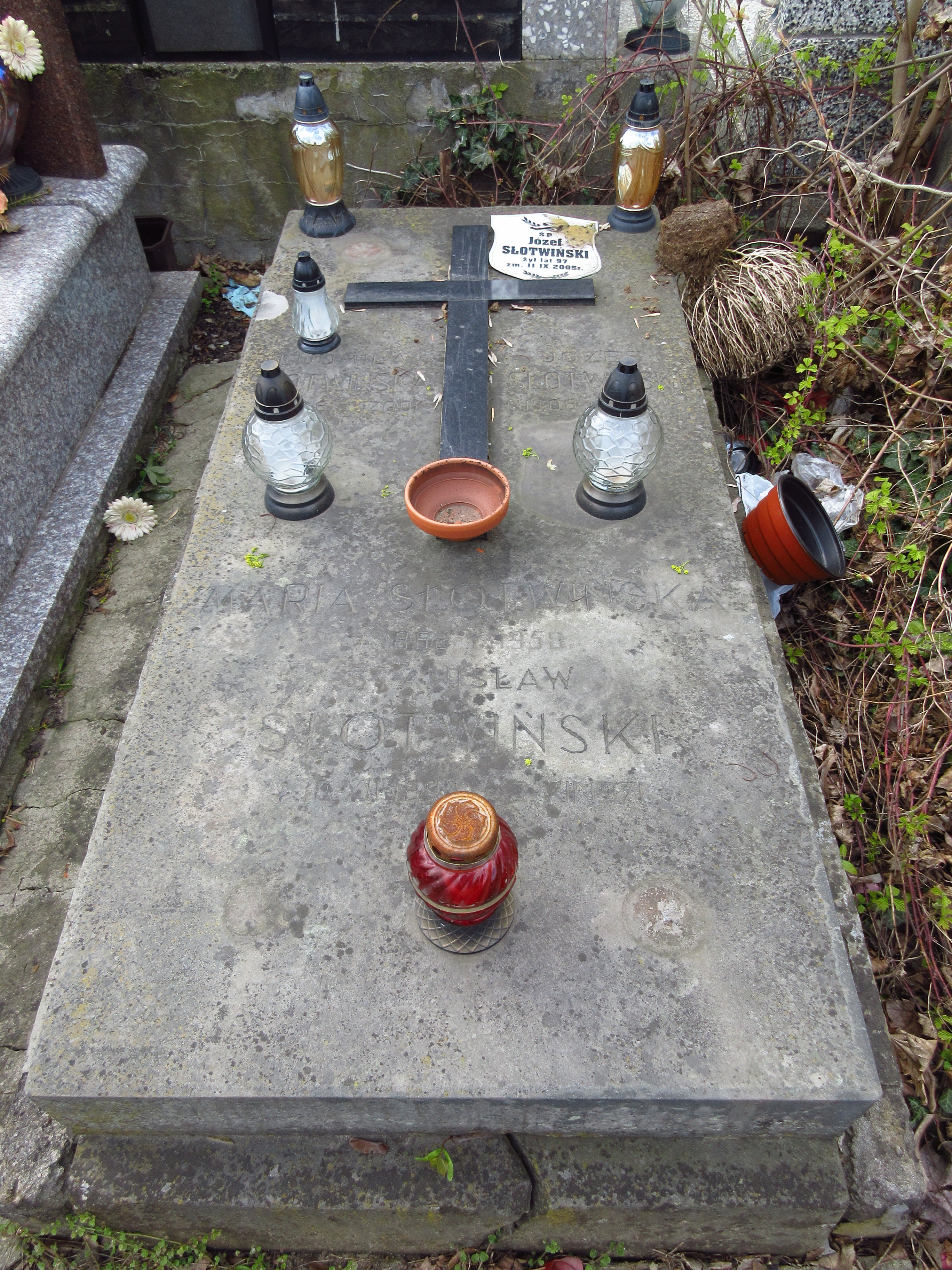
Grób Józefa Słotwińskiego

Od początku działalności eksperymentalnego Studia Telewizyjnego przy ul. Ratuszowej 11 (zaczątek TVP) współpracował z nim przy realizacji programów. W listopadzie 1953 był reżyserem pierwszego spektaklu Teatru Telewizji: dramatu Okno w lesie. Pierwszym komediowym spektaklem Teatru TV były Imieniny... Słotwińskiego i Skowrońskiego.
Pod koniec 1953 Słotwiński z etatu w Powszechnym przeniósł się do telewizji na stałe. W 1955 razem z Illą Genachow, pełniącą w telewizji funkcję redaktorki programowej, opracował koncepcję serii tematycznych spektakli Teatru TV, która była początkiem Teatru Sensacji i Fantastyki „Kobra”. Słotwińskiemu, który wyreżyserował pierwszych kilka spektakli „Kobry” (w tym premierową „Kobrę”, Zatrute litery według Agathy Christie z 6 lutego 1956), powierzono funkcję reżysera prowadzącego Teatru Sensacji. Sam Słotwiński po latach przekornie twierdził, że nie lubi literatury kryminalnej i jego znajomość gatunku ogranicza się do przygód Sherlocka Holmesa i księdza Browna G.K. Chestertona.
Po 12 latach Słotwiński przeniósł się do Redakcji Rozrywki, gdzie nadal zajmował się realizacją i reżyserią programów. W latach 70. współpracował też z ośrodkami regionalnymi TVP.
W Teatrze Telewizji przepracował 25 lat, w samym tylko Teatrze Sensacji uczestniczył w realizacji około 150 spektakli, najczęściej jako reżyser.
O pracy reżysera tv mówił:
Podczas nielicznych prób i pracy nad sztuką, w ciągu kilku dni nagrań, w atmosferze nerwowości, dorywczości i zmęczenia, aktorzy dokonują to, czego nauczyli się u siebie w teatrze, poza murami studia telewizyjnego. (...) Telewizja wymaga podwójnej, potrójnej czujności. Wiadomo: masowy środek przekazu, masowa i niezwykle ostro oceniająca naszą działalność widownia.

### Lata 80. i schyłek życia
Podeszły wiek nie zahamował zawodowej aktywności Słotwińskiego. Jeszcze w 1987 jego realizacja Klubu Kawalerów zdobyła nagrodę wojewódzką Złotej Maski dla najlepszego spektaklu minionego sezonu w Katowicach. Od 1986 do 1991 był reżyserem warszawskich Rozmaitości. Już na emeryturze, w 1994 wystawił Zemstę w Teatrze Dramatycznym w Wałbrzychu.
Józef Słotwiński był ostatnim żyjącym stypendystą Zakładu Narodowego im. Ossolińskich.
Pochowany na cmentarzu Bródnowskim (Kw. 114F-III-19).

## Odznaczenia i nagrody
- Krzyż Komandorski z Gwiazdą Orderu Odrodzenia Polski (2002)[4]
- Krzyż Oficerski Orderu Odrodzenia Polski
- Medal „Za udział w wojnie obronnej 1939” (1981);
- Medal 10-lecia Polski Ludowej (1955)[5]
- Odznaka Zasłużony Działacz Kultury
- Nagroda Przewodniczącego Komitetu ds. Radia i Telewizji – dwukrotnie (1965, 1977)
- Nagroda za pracę w Operetce Śląskiej (1977)
- Katowicka Złota Maska (1987)
- Nagroda za pracę w Zakładzie Narodowym im. Ossolińskich we Lwowie (1992)
- Pamiątkowa statuetka „Juliusza” przyznana przez Oddział ZASP w Lublinie (1998)
- Gwiazda Telewizji Polskiej z okazji 50-lecia TVP (2002)